# カナダの海軍旗
カナダの海軍旗について解説する。軍艦は、艦首に艦首旗（国籍旗）(Jack)、艦尾に軍艦旗(Naval Ensign)を掲揚する。カナダ海軍の軍艦(HMCS,Her Majesty's Canadian ship)においても艦尾に軍艦旗(Canadian Naval Ensign (フランス語: Pavillon naval canadien))を掲揚するが、国旗の変遷等により、軍艦旗も変遷している。
1965年まで、カナダの国旗はレッド・エンサインを基調としており、1911年から1965年までの軍艦旗はホワイト・エンサイン、艦首旗（国籍旗）は国旗と同じ紋章を用いたブルー・エンサインであった。1965年に現在の国旗であるメイプルリーフ旗が制定されると、1968年までは軍艦旗・艦首旗ともメイプルリーフ旗とされた。1968年にメイプルリーフ旗をカントンに配し、ホワイト・エンサインを基調に、王冠と鷲と錨が組み合わされた海軍を意味する紋章が青で描かれた旗を艦首旗として採用した。
2013年5月5日に、軍艦旗・艦首旗を入れ替え、国旗が艦首旗（国籍旗）として用いられるようになった。
| 期間          | 軍艦旗 | 艦首旗 | 国旗 |
| ------------- | ------ | ------ | ---- |
| 1910年–1911年 |        |        |      |
| 1911年–1922年 |        |        |      |
| 1922年–1957年 |        |        |      |
| 1957年-1965年 |        |        |      |
| 1965年–1968年 |        |        |      |
| 1968年–2013年 |        |        |      |
| 2013年以降    |        |        |      |